# MileagePlus

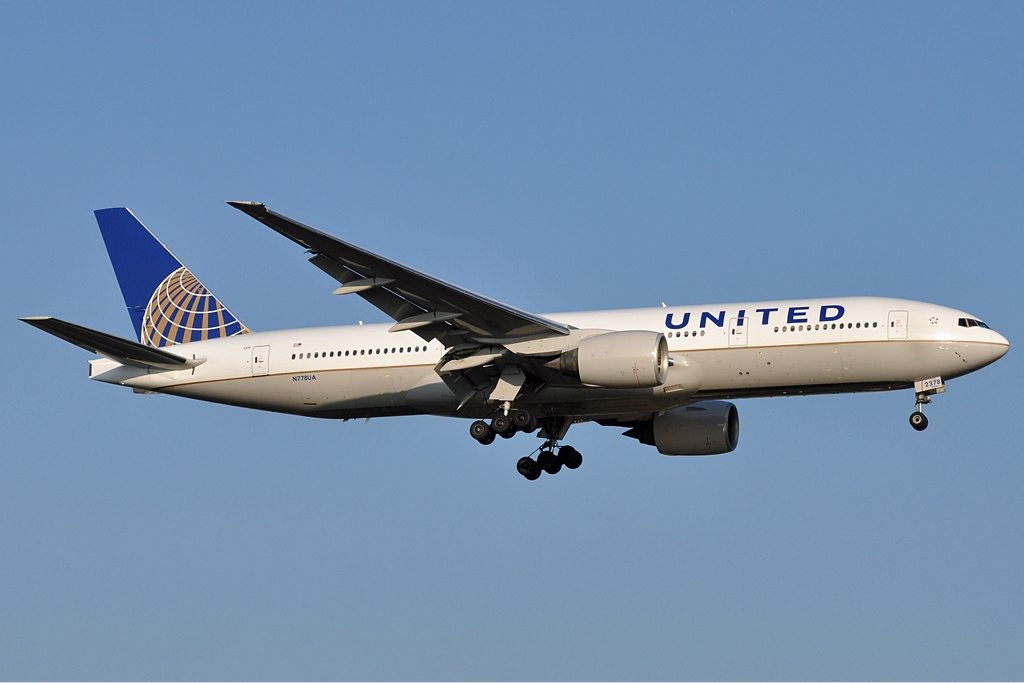
Eine Boeing 777-200 der United Airlines

MileagePlus ist das Vielfliegerprogramm der US-amerikanischen Fluggesellschaft United Airlines.

## Geschichte
Die Gründung des Programms resultiert aus dem Airline Deregulation Act der USA von 1978 und dem damit gestiegenen Wettbewerbsdruck. Als Reaktion auf die Gründung des Vielfliegerprogramms AAdvantage der American Airlines am 1. Mai 1981 wurde eine Woche später Mileage Plus gestartet.
Die Programme ähnelten sich in vieler Hinsicht sehr. Im Gegensatz zu AAdvantage erhielten Mileage Plus Teilnehmer zur Anmeldung jedoch einen 5000-Meilen Bonus, außerdem verfielen Meilen nicht. Insofern sollte das Plus im Namen Mileage Plus als eine Anspielung gegenüber der Vorteile verstanden werden.
Nach der Fusion zwischen United Airlines und Continental Airlines im Jahr 2011 ist es seit dem 29. Juni 2011 unter dem Namen MileagePlus, statt vorher Mileage Plus, das Vielfliegerprogramm der neuen United. Zum 3. März 2012 wurde das Vielfliegerprogramm OnePass der Continental Airlines, sowie auch der panamaischen Copa Airlines und ihrer Tochtergesellschaft Copa Airlines Colombia aus Kolumbien in MileagePlus integriert.

## Teilnehmende Fluggesellschaften
Neben United Airlines gehören auch Copa Airlines und Copa Airlines Colombia dem Vielfliegerprogramm an. In Abhängigkeit von der Buchungsklasse können Meilen zudem bei den Partnern der Star Alliance gesammelt und eingelöst werden.
Die MileagePlus-Partnerfluggesellschaften sind in nachfolgender Tabelle dargestellt:

## Statuslevel

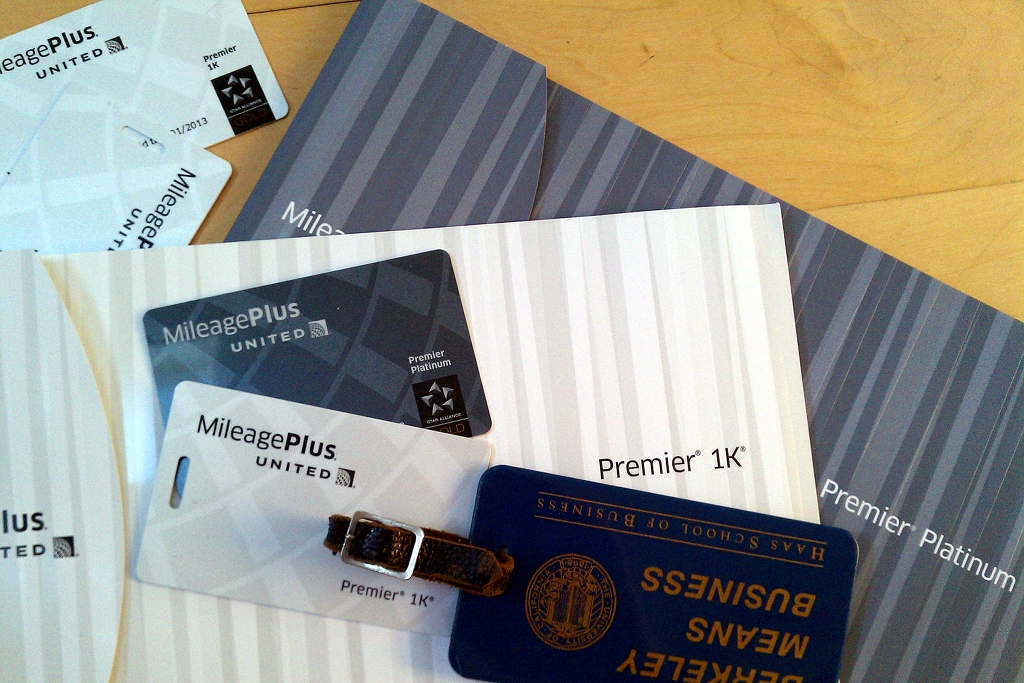
United MileagePlus Premier Platinum und Premier 1K Statuskarten und Kofferanhänger

Um Vielflieger zu belohnen und Anreize zur Treue zu schaffen, wurden von United Air Lines im Jahr 1987 verschiedene Status-Level eingeführt. Nach Erreichen eines Status-Levels erhält der Teilnehmer verschiedene Privilegien, wie unter anderem eine höhere Anzahl kostenfrei aufgegebener Gepäckstücke, das Erlassen von bestimmten Gebühren, Buchungen auf ansonsten ausgebuchten Flügen, die Nutzung eines bevorzugten Check in, Zugang zu Lounges in verschiedenen Kategorien, schnellere Meilen-Ansammlung oder kostenlose Upgrades.
Zum Erreichen eines Status Levels mussten bis 2020 innerhalb eines Kalenderjahres eine bestimmte Anzahl von Statusmeilen erflogen werden, sogenannte Premier Qualifying Miles (PQM). Alternativ konnte der Status auch durch eine definierte Anzahl an Flugsegmenten, den Premier Qualifying Segments (PQS), erreicht werden. Ab 2014 musste von Kunden mit US-Wohnsitz zudem zur Qualifikation auch ein Mindestbetrag (Premier Qualifying Dollars = PQD) umgesetzt werden.
Seit 2020 wird die Anzahl der abgeschlossenen Flüge (Premier Qualifying Flights PQF) und der Wert der gekauften Tickets (verrechnet als Premier Qualifying Points PQP je Dollar auf den Basis-Tarif) zur Einstufung in den Vielflieger-Status herangezogen, die Flugdistanz spielt keine Rolle mehr. Der Status kann dabei durch eine Kombination von PQF und PQP oder durch PQP alleine erreicht werden, siehe Tabelle unten.
Seit der Fusion mit Continental Airlines sind die Namen der Status-Levels eine Kombination aus den Bezeichnungen für Vielflieger der alten United und Continental:
| Statuslevel      | (ehemals UA)           | (ehemals CO) | PQF + PQP   | PQP    |
| ---------------- | ---------------------- | ------------ | ----------- | ------ |
| Mitglied         | Mitglied               | Mitglied     | -           | -      |
| Premier Silver   | Premier                | Silver       | 12 + 4.000  | 5.000  |
| Premier Gold     | Premier Executive      | Gold         | 24 + 8.000  | 10.000 |
| Premier Platinum | -                      | Platinum     | 36 + 12.000 | 15.000 |
| Premier 1K       | Premier Executive 100K | -            | 54 + 18.000 | 24.000 |
| Global Services  | Global Services        | -            | k. A.       | k. A.  |

### Premier Silver
Vorteile des Premier Silver Status beinhalten unter anderem die Nutzung des bevorzugten Check-Ins, kostenlose Upgrades in die Economy Plus Buchungsklasse auf Flügen mit United ab 24 Stunden vor Abflug sowie den Star Alliance Silver Status und einen Bonus von 25 % auf Prämienmeilen. Silver-Mitglieder dürfen das Flugzeug beim Boarding als Gruppe 2 (von 5) betreten. Dieser Status-Level entspricht Star Alliance Silver.

### Premier Gold
Vorteile des Premier Gold Status beinhalten unter anderem alle Vorteile des Silver Status, sowie Star Alliance Gold Status und Loungezugang sowie einen Bonus von 50 % auf Prämienmeilen. Gold-Mitglieder dürfen das Flugzeug beim Boarding als Gruppe 1 (von 5) betreten. Dieser und alle höheren Status-Level entsprechen Star Alliance Gold.

### Premier Platinum
Vorteile des Premier Platinum Status beinhalten unter anderem alle Vorteile des Gold Status, sowie eine höhere Upgrade Priorität, zwei Regional Upgrade Voucher und einen Bonus von 75 % auf Prämienmeilen. In Anlehnung an das ehemalige OnePass Programm von Continental Airlines wurde dieses Statuslevel im Jahr 2012 eingeführt. Platinum-Mitglieder dürfen das Flugzeug beim Boarding als Gruppe 1 (von 5) betreten.

### Premier 1K
Vorteile des Premier 1K Status beinhalten unter anderem alle Vorteile des Platinum Status, sowie eine höhere Upgrade Priorität, sechs internationale Upgrade Voucher einlösbar auf Flügen mit United und Lufthansa, zwei weitere Regional Upgrade Voucher und einen Bonus von 100 % auf Prämienmeilen. Als weiterer Vorteil wurde bis Februar 2015 eine kostenlose Anmeldung zum Global Entry Programm angeboten. Premier 1K Vielflieger dürfen beim Boarding das Flugzeug während des sogenannten Pre-Boardings (Bevorzugtes Einsteigen) betreten, was bei United sonst lediglich Global Services Mitgliedern und grundsätzlich nur Behinderten und Älteren, Militärangehörigen und Familien mit Kleinkindern erlaubt ist.

### Global Services
Seit 2003 existiert die Top-Kategorie Global Services als gesonderter Status für Uniteds umsatzstärkste Vielflieger. United veröffentlicht – mit einer Ausnahme, siehe Abschnitt Million Milers unten – keine Aufnahmekriterien für den GS-Status. United-Vielflieger, die eine Kombination aus besonders vielen zurückgelegten Meilen auf nicht-rabattierten Premium-Tickets, besonders weit entfernen Flugzielen oder besonders viel generiertem Umsatz, insbesondere durch Firmen-Konten, vorweisen können, werden von United in den Kreis der Global Services Mitglieder eingeladen („by invitation only“ – nur auf Einladung), der besondere Privilegien genießt. Für GS-Mitglieder stehen am Boden spezielle Mitarbeiter zur Betreuung bereit. Außerdem gibt es an ausgewählten Flughäfen einen Limousinen-Service auf dem Vorfeld direkt zum Flugzeug. GS-Vielflieger dürfen zudem beim Boarding das Flugzeug generell während des sogenannten Pre-Boardings (Bevorzugtes Einsteigen) betreten, was bei United grundsätzlich nur Behinderten und Älteren, Militärangehörigen und Familien mit Kleinkindern erlaubt ist.

### Million Milers
Mit dem Million Miler Program belohnt United langjährige Vielflieger für ihre Treue mit lebenslangem Status (inklusive Global Services), auch wenn diese im Anschluss die für den jeweiligen Status eigentlich erforderlichen Kriterien nicht mehr erfüllen.
| angesammelte Meilen | Status auf Lebenszeit |
| ------------------- | --------------------- |
| 1 Million           | Premier Gold          |
| 2 Millionen         | Premier Platinum      |
| 3 Millionen         | Premier 1K            |
| 4 Millionen         | Global Services       |

## Trivia
- Als erster Teilnehmer des MileagePlus Programms erreichte der US-amerikanische Geschäftsmann Tom Stuker am 9. Juli 2011 auf einem Flug von Los Angeles nach Chicago die Marke von 10 Millionen geflogenen Meilen. Ihm wurde innerhalb des Vielfliegerprogramms als Million Miler (höchste reguläre Kategorie: vier Millionen Meilen) bisher einmalig der Titanium Status als Global Services Vielflieger auf Lebenszeit verliehen.[15] Zum Dank benannte United eine Boeing 747 (2017 ausgemustert) und eine Boeing 777 nach Stuker.[16] Mitte 2019 hatte Stuker auf United Airlines 21 Millionen Flugmeilen angesammelt.[17]
- Das erste derartige Kundenbindungsprogramm wurde bereits 1979 von Texas International Airlines ins Leben gerufen.[18]